# Lista de companhias aéreas em atividade
Esta é uma lista de companhias aéreas em atividade, incluindo seu código IATA.
As que estão fora de operação estão na Lista de companhias aéreas fora de operação.

## África
- África do Sul:  FlySafai, Cem air, Air link, South African Airways(SA)
- Angola: Linhas Aéreas de Angola (DT), SonAir
- Argélia: Air Algerie (AH), Tassili Airlines, Air Express Algeria
- Benin: Air Taxi Benin
- Airbus A340 da South African Airways pousando em Munique Botswana: Air Botswana (BP), Mack Air, Wilderness Air

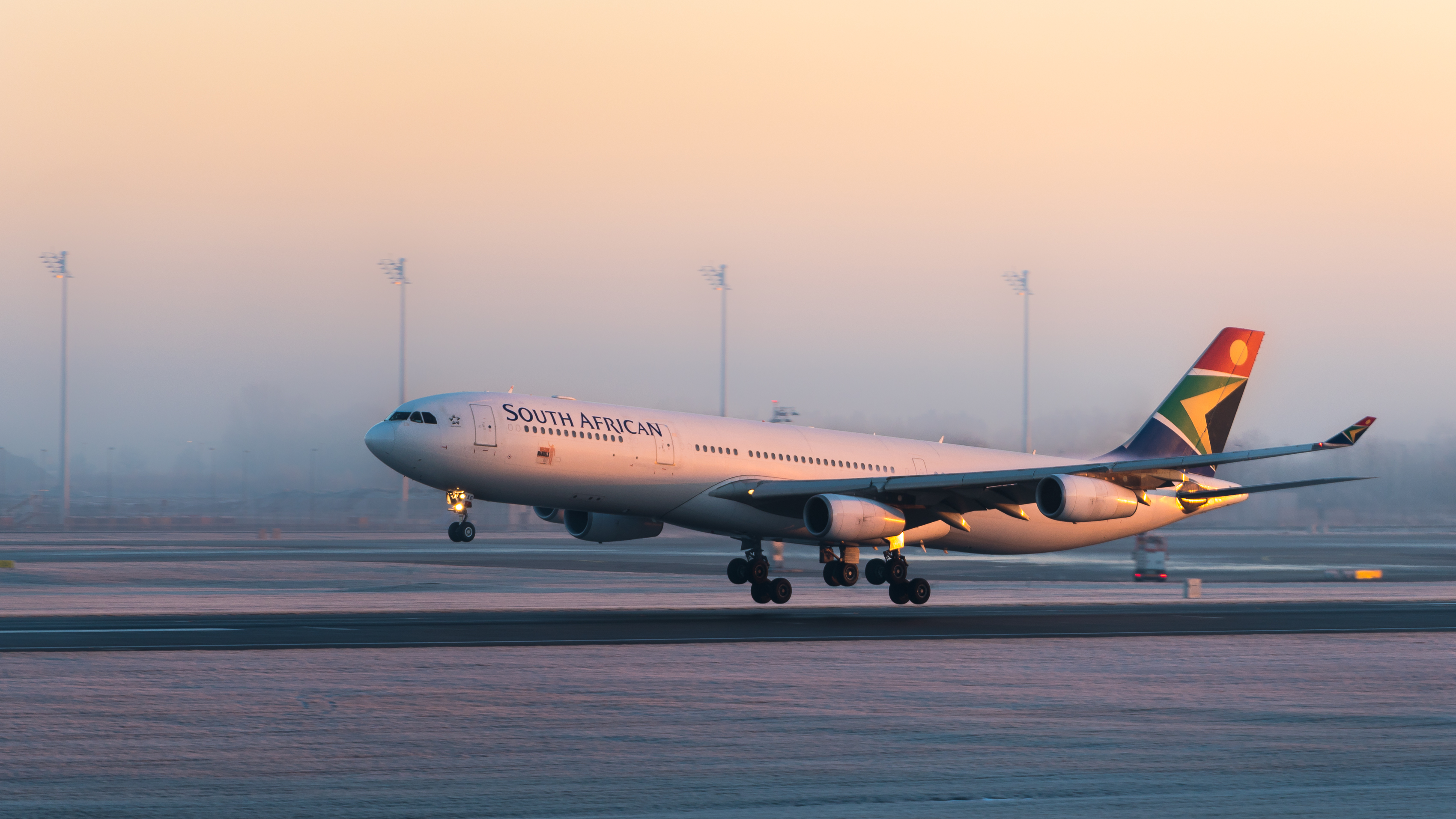
Airbus A340 da South African Airways pousando em Munique

- Burkina Faso: Air Burkina (2J), Colombe Air Line
- Cabo Verde: Inter Islands Airlines (H4), TACV Cabo Verde Airlines (VR)
- Camarões: Camair-Co (QC)
- Chade: Toumaï Air Tchad, Sahel and Gulf Airlines - SAGA
- Comores: Int'Air Îles, AB Aviation
- Costa do Marfim: Air Côte d'Ivoire (VU)
- Djibouti: Air Djibouti, Daallo Airlines
- Egito: Air Arabia Egypt, Air Cairo (SM), AlMasria Universal Airlines (UJ), AMC Airlines (9V), Egypt Air (MS), FlyEgypt (FT),  Nesma Air (NE), Nile Air (NP)
- Eritreia: Eritrean Airlines (B8)
- Etiópia: Ethiopian Airlines (ET)
- Gabão: Air Gabon
- Gambia: Gambia Bird
- Gana: Africa World Airlines (AW), Starbow (S9)
- Líbia: Afriqiyah Airways, Alajnihah Airways, Buraq Air (UZ), Libyan Airlines (LN)
- Madagascar: Air Madagascar (MD)
- Malawi: Air Malawi
- Mali: Mali Air Express
- Marrocos: Royal Air Maroc (AT)
- Maurícia: Air Mauritius (MK)
- Moçambique: Linhas Aéreas de Moçambique
- Nigéria: Aero Contractors (Nigeria), Arik Air, Kabo Air

- Quênia: Kenya Airways (KQ)
- Ruanda: Rwandair Express (WB)
- São Tomé e Príncipe: STP Airways
- Senegal: Air Senegal
- Seychelles: Air Seychelles (HM)
- Somália: Daallo Airlines, Jubba Airways, African Express Airways, East Africa 540, Central Air, Hajara
- Sudão: Sudan Airways (SD)
- Tanzânia: Air Tanzania (TC), Precision Air (PW)
- Tunísia: Nouvelair (BJ), Tunisair (TU)
- Uganda: Eagle Aviation (H7)
- Zimbabwe: Air Zimbabwe (UM)

## América do Norte

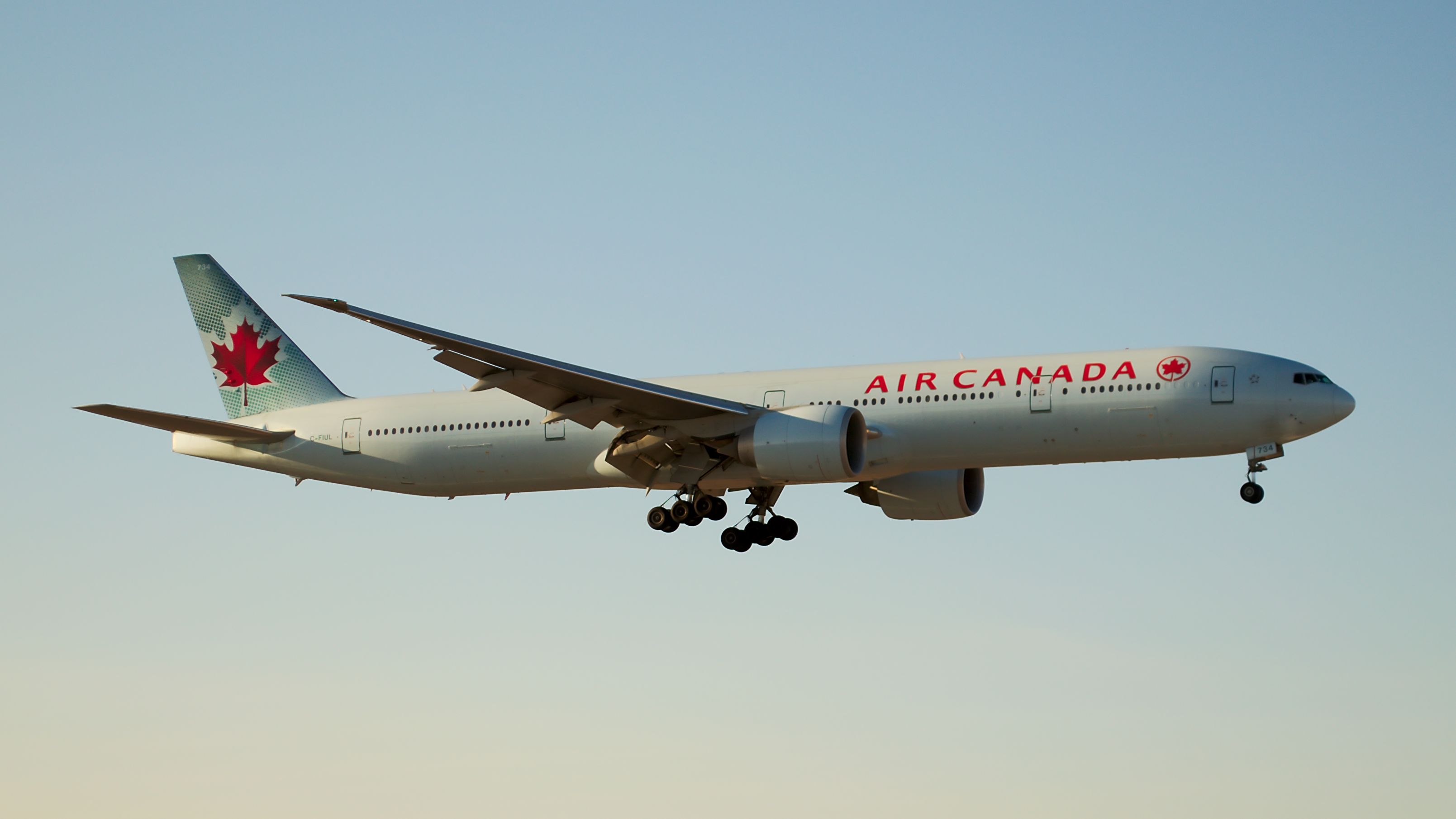
Um Boeing 777 da Air Canada

- Canadá: Air Canada (AC), WestJet, Air Transat (TS), Air North, Summit, Canadian North, Transwest Air, Porter, Flair Airlines, Air Creebec, Lynx Air, Air Canada Rouge, Sunwing, Pacific Coast, Swoop, Flair Airlines,

- Groenlândia: Air Greenland (GL)

- Estados Unidos: Alaska Airlines (AS), American Airlines (AA), Delta Airlines (DL), Jetblue (B6), Southwest Airlines (WN), United Airlines (UA), Hawaiian Airlines, Frontier Airlines,Spirit Airlines,Allegiant Air, ABX Air, Key Lime Air, Sun Country, Silver Airways, Breeze, Ravn Alaska, Alaska Central Express
- México: Aeroméxico, Viva Aerobus, Volaris

## América Central
- Nicarágua: Avianca NicaraguaBoeing 737 da Copa Airlines

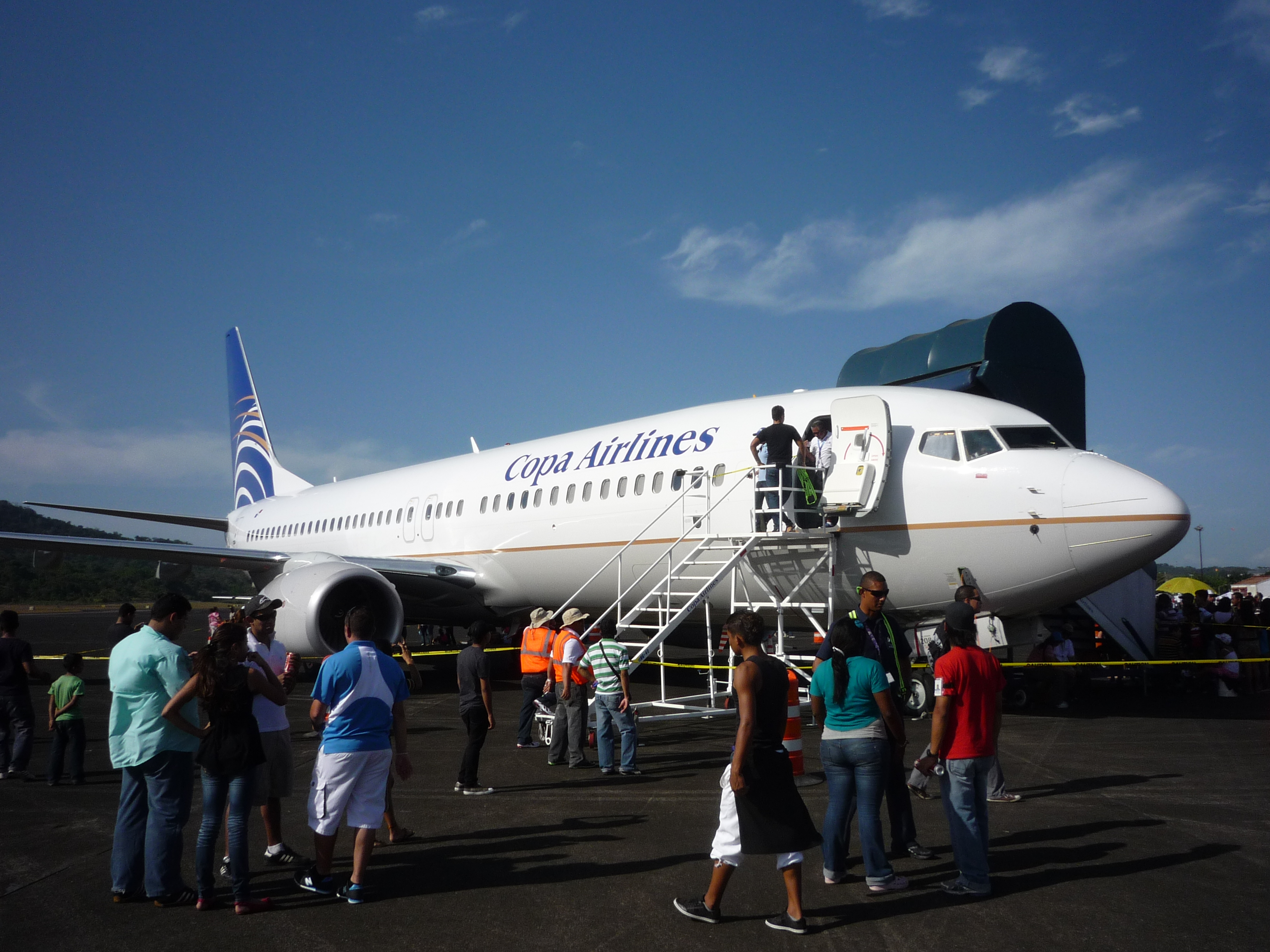
Boeing 737 da Copa Airlines

- Costa Rica: Lacsa (LR), Avianca Costa Rica
- Cuba: Cubana de Aviación (CU)
- El Salvador: Avianca El Salvador
- Martinica: Air Caraïbes (TX)
- Guatemala: Avianca Guatemala
- Haiti: Tropical Airways (M7)
- Honduras: Avianca Honduras
- Panamá: Copa Airlines (CM),  Aeroperlas, Air Panama
- Ilhas Caymans: Cayman Airways (KX)
- São Vicente e Granadinas: Mustique Airways
- Trinidad e Tobago: Caribbean Airlines
- Turks e Caicos: Air Turks e Caicos

## América do Sul
- Argentina: Aerochaco, Aerolineas Argentinas, Andes Líneas Aéreas, LADE, LAER, Leal Líneas Aéreas, Macair Jet, SUR Líneas Aéreas
- Bolívia: Amaszonas, Aerocón, Boliviana de Aviación, Transporte Aereo MilitarBoeing 777-300ER da brasileira TAM.

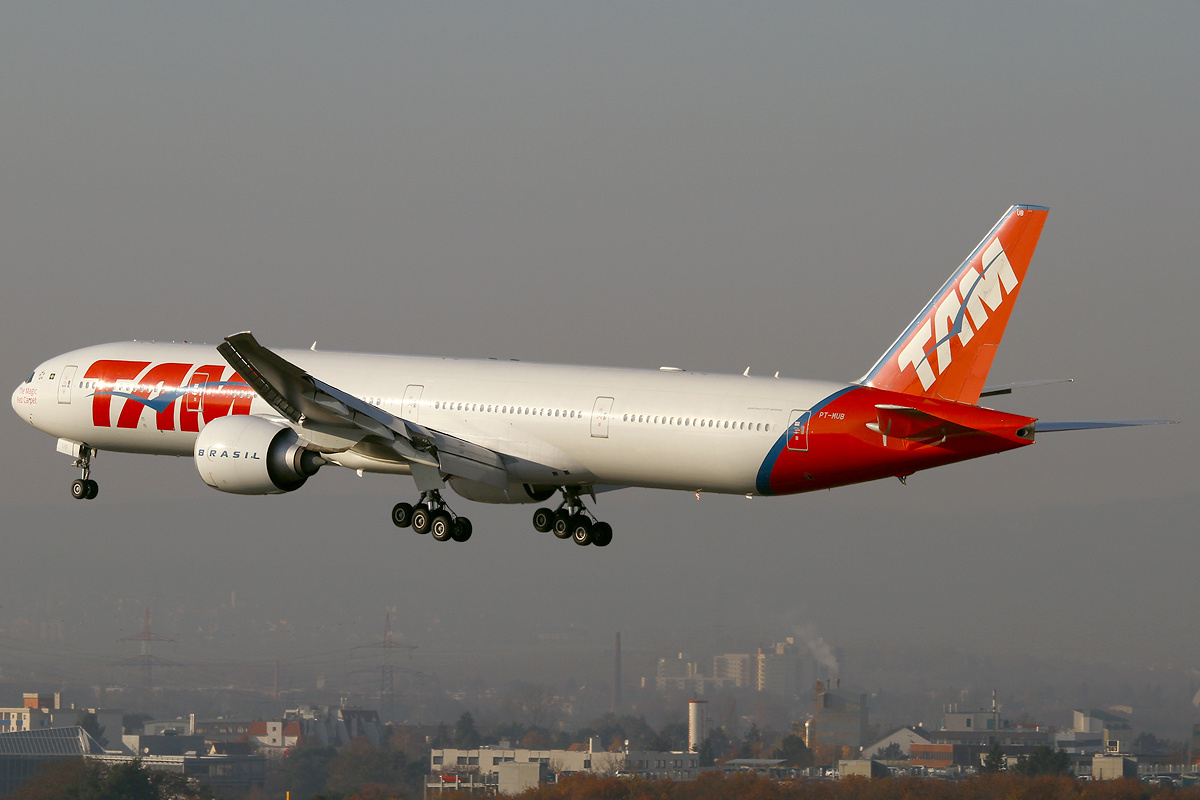
Boeing 777-300ER da brasileira TAM.

- Brasil: Gol Linhas Aéreas Inteligentes (G3), Azul Linhas Aéreas Brasileiras (AD), LATAM Airlines Brasil (LA) e Voepass Linhas Aéreas (2Z & 7M)
- Chile: Aerocardal, Aerovías DAP, LATAM Airlines Chile, PAL Airlines, Sky Airline.
- Colombia: AeroRepública, Aires, Avianca, EasyFly, Satena, TAC Colombia.
- Equador: AeroGal, LATAM Airlines Equador
- Paraguai: Amazonas Paraguay, Latam Airlines Paraguai
- Peru: AviaSelva, Cielos del Peru , LATAM Airlines Perú, Star Perú, Wayraperú
- Venezuela: Aereotuy, Aeropostal, Aserca Airlines, Avior Airlines, Conviasa, LASER Airlines, RUTACA Airlines, Santa Barbara Airlines, Venezolana.
- Suriname: Surinam Airways (PY)

## Ásia

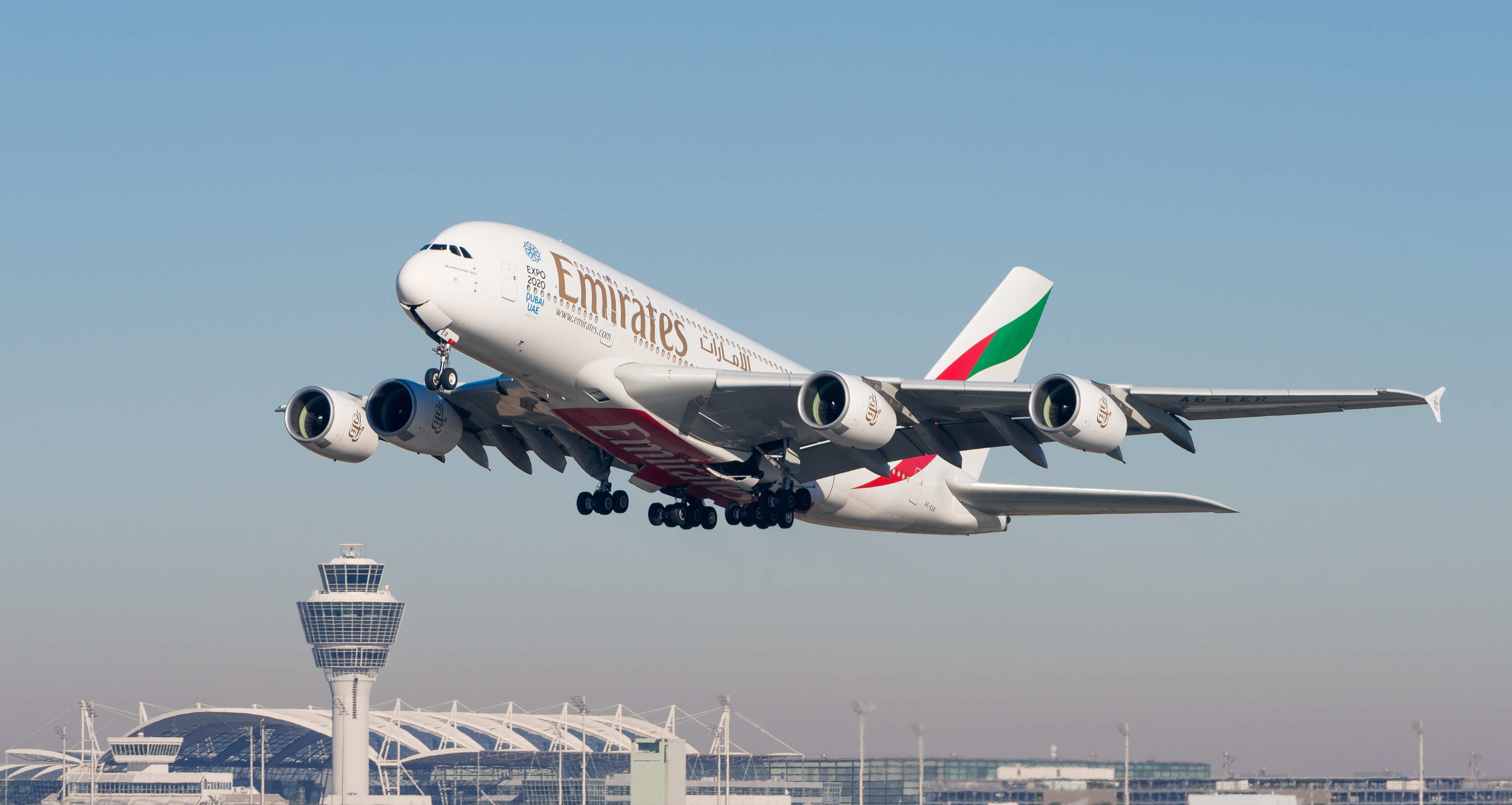
Airbus A380 da Emirates decolando do Aeroporto Internacional de Munique em 2015.

- Afeganistão: Ariana Afghan Airlines (FG), KamAir
- Armênia: Air Armenia (QN)
- Azerbaijão: Azerbaijan Airlines (J2)
- Bahrein: Gulf Air (GF)
- Bangladesh: Air Bangladesh (B9),Biman Air,
- Brunei: Royal Brunei (BI)
- Butão: Druk Air (KB)
- Camboja: Angkor Air, Presidential Air
- China: Air China (CA), China Eastern Air, China Southern Airlines (CZ), China Spring Air, China Xinhua Air, Hainan Air, Shandong Air, Shanghai Air, Shenzhen Air, Sichuan Air, Xiamen Air, Yangtze Air, Tibet Airlines
- Macau: Air Macau (NX), Jet Asia
- Hong Kong: Air Hong Kong (LD), Cathay Pacific (CX), CR Airways (CR), Heliservices, Hong Kong Express (UO)
- Singapura: Jetstar Asia, Singapore Airlines (SQ), Valuair (VF)
- Coreia do Norte: Air Koryo (JS)
- Coreia do Sul: Asiana Airlines (OZ), Korean Air (KE)

- Emirados Árabes Unidos: Emirates Airlines (EK), Etihad Airways (EY), Flydubai (FZ)

- Filipinas: Air Philippines (2P), Asian Spirit, Cebu Pacific (5J), Philippine Airlines (PR),
- Índia: Air Deccan, Air India (AI), Go Air, Indigo Air, Jet Airways, Kingfisher Air, Spice Jet
- Indonésia:   Garuda Airlines,  Lion Air, Pelita Air, Sriwijaya Air, Star Air, Wings Air
- Irã: Iran Air (IR)
- Iraque: Iraqi Airways (IA), Sawan Airlines
- Israel: El Al Israel Airlines (LY), Israir (6H)
- Japão: Air DO, All Nippon Airways (NH), JAL (JL), Skymark, Skynet Asia, Star Flyer
- Jordânia: Royal Jordanian Airlines (RJ)
- Kuwait: Jazeera Airways, Kuwait Airways (KU)
- Laos: Laos Air
- Líbano: Middle East Airlines (ME)
- Malásia: Air Asia, Malaysia Airlines (MH)
- Mongólia: Aero Mongolia (AM), MIAT Mongolian Airlines (OM)
- Myanmar: Air Bagan (W9), Air Mandalay (6T), Myanmar Airways (8M)
- Nepal: Buddha Air,  Royal Nepal Airlines (RA), Yeti Airlines (YA)

- Omã: Oman Air (WY)

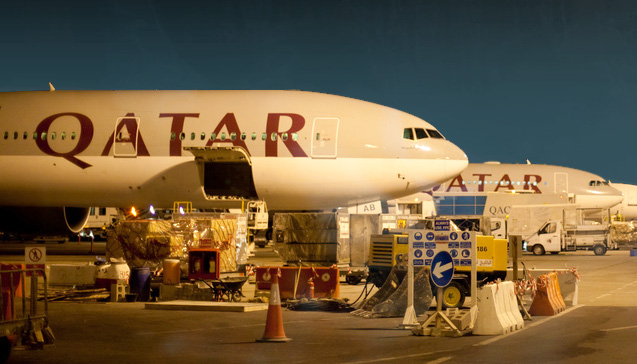
Aviões da Qatar Airways aguardando na pista do Aeroporto Internacional de Doha, no Qatar

- Paquistão: Aero Asia, Airblue (ED), Pakistan International Airlines (PK), Royal Pakistan Air, Shaheen Air
- Qatar: Qatar Airways (QR)
- Quirguízia: Altyn Air, Kyrgyzair
- Sri Lanka: Expo Aviation (8D), Lankair (IL), SriLankan Airlines (UL)
- Tadjiquistão: Tajikistan Airlines (7J)
- Tailândia:  Phuket Air (9R), Thai Airways International (TG)
- Taiwan: China Airlines (CI)
- Timor-Leste: East Timor Air
- Turquia: Turkish Airlines (TK)
- Uzbequistão: Uzbekistan Air
- Vietname: Pacific Airlines (BL), Vietnam Airlines (VN)

## Europa

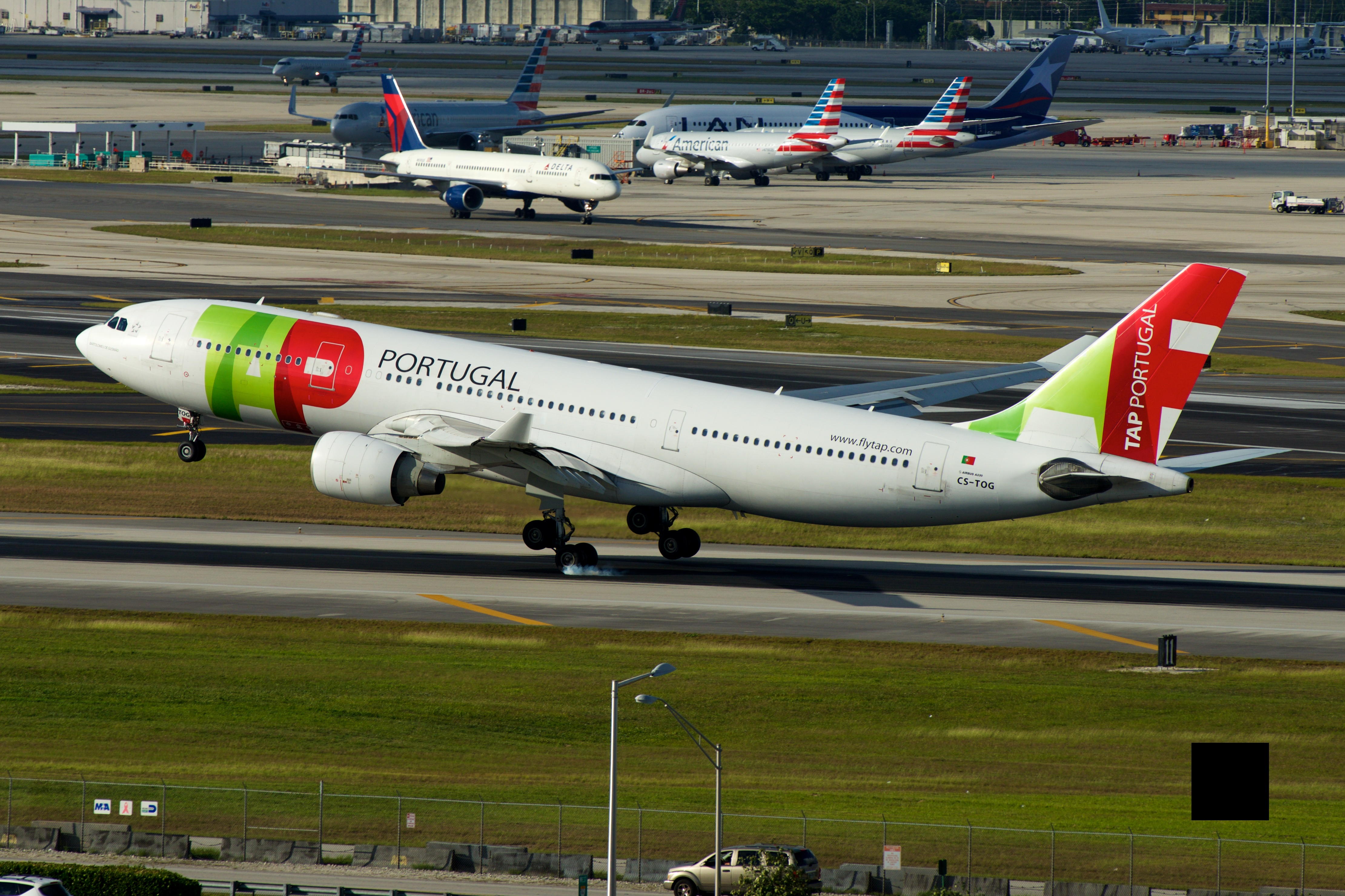
Airbus A330 da portuguesa TAP pousando em Miami.

- Alemanha: Eurowings (EW), Lufthansa (LH), Lufthansa CityLine (CL)
- Áustria: Austrian Airlines (OS)
- Bélgica: Brussels Airlines (SN),
- Croácia: Croatia Airlines (OU)
- Dinamarca: Scandinavian Airlines System (SK)
- Espanha: Air Europa (UX), Iberia Airlines (IB), Vueling (VY),
- Eslovênia: Adria Airways (JP)
- Estônia: Nordica Airlines (EE),
- Finlândia: Blue1 (KF), Finnair (AY)
- França: Air Austral, Air France (AF)
- Grécia: Aegean Airlines (A3),  Olympic Airlines (OA)
- Holanda: KLM (KL), Transavia (HV)
- Hungria: Wizz Air (W6)
- Irlanda: Aer Arann (RE), Aer Lingus (EI), Ryanair (FR)
- Islândia: Icelandair (FI), Fly Play
- Itália:  Italia Trasporto Aereo, Air Dolomiti (EN)
- Letônia: airBaltic (BT)
- Montenegro: Montenegro Airlines (YN), Di Air
- Polônia: LOT Polish Airlines
- Portugal: Hi Fly (LK), TAP Portugal (TP), White Airways (WI), EuroAtlantic (MMZ), Sevenair (WV), Orbest (OBS),  SATA/Azores Airlines (SP)/(S4)
- Reino Unido: British Airways (BA),  Easyjet Airlines (U2), Jet2.com (LS), Virgin Atlantic Airways (VS)
- República Tcheca: Czech Airlines (OK), Travel Service
- Romênia: Tarom (RO)
- Rússia: Aeroflot (SU), Rossiya (FV), S7
- Sérvia: Aeronais, Air Pink,  Air Serbia (JU), Master Airways,  Prince Aviation
- Suíça: Easyjet Airlines Switzerland (DS), Swiss International Air Lines (LX), PrivatAir, Edelweiss Air
- Ucrânia: Antonov Airlines, Volare Airlines, Ukraine International (PS)

## OceaniaePacífico
- Austrália: Airnorth, Qantas Airways (QF)
- Guam: Asia Pacific Airlines,
- Ilhas Marshall: Air Marshall Islands
- Fiji: Air Fiji (PC), Air Pacific (FJ)
- Ilhas Salomão: Solomon Airlines (IE)
- Nova Zelând (ia: Air New Zealand (NZ),
- Ilhas Cook: Air RarotongaGZ)
- Papua-Nova Guiné: Airlines PNG (CG), Air Niugini (PX),
- Nova Caledónia: Air Caledonie (TY), Aircalin (SB)
- Polinésia Francesa: Air Tahiti (VT), Air Tahiti Nui (TN), Polynesian Airlines (PH)
- Nauru: Air Nauru (ON)
- Samoa: Polynesian Airlines (PH), Polynesian Blue (DJ)
- Vanuatu: Air Vanuatu (NF)